# کلیمچتسه
کلیمچتسه (به لهستانی:  Klimczyce) یک روستا در لهستان است که در گمینا سارناکی واقع شده‌است.